# Ovella rasa

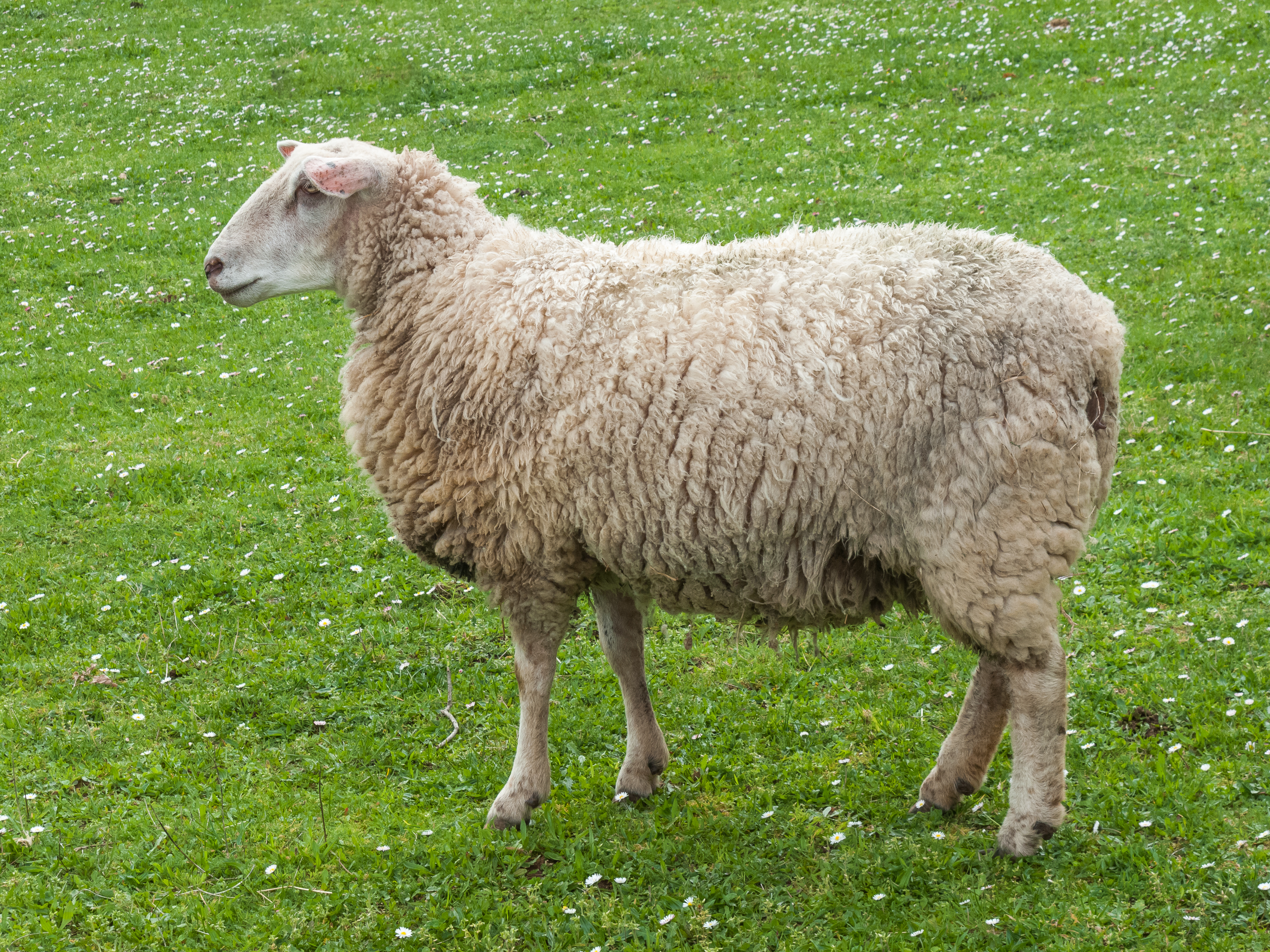
Ovella rasa

L'ovella rasa o rasa aragonesa, és una raça ovina originaria de l'Aragó. En l'actualitat la seua distribució és gairebé íntegrament a l'Aragó, amb poblacions significatives en tota la vall de l'Ebre incloent les províncies de Sòria, Guadalajara, Lleida i Tarragona, a mes de Euskadi, la Rioja i Andalucia.
El nom de rasa li ve per la poca llargària de la seua llana, a més, és una ovella que aprofita magníficament els recursos de les zones àrides.És una raça criada principalment per carn i produeix un tipus de be característic i famós a l'Aragó anomenat ternasco.